# SIGSEGV
在POSIX兼容的平台上，SIGSEGV是当一个进程执行了一个无效的内存引用，或发生段错误时发送给它的信号。SIGSEGV的符号常量在头文件signal.h中定义。因为在不同平台上，信号数字可能变化，因此符号信号名被使用。，它是信号#11。

## 语源
SIG是信号名的通用前缀。SEGV是segmentation violation（段违例）的缩写。

## 使用
对于不正确的内存处理（见段错误），计算机程序可能抛出SIGSEGV。操作系统可能使用信号堆疊向一个处于自然状态的应用程序通告错误，由此，开发者可以使用它来调试程序或处理错误。
在一个程序接收到SIGSEGV时的默认动作是异常终止。这个动作也許會结束进程，但是可能生成一个核心文件以帮助调试，或者执行一些其他特定于某些平台的动作。例如，使用了grsecurity补丁的Linux系统可能记录SIGSEGV信号以监视可能的使用缓存溢出的攻击尝试。
SIGSEGV可以被捕获。也就是说，应用程序可以请求它们想要的动作，以替代默认发生的动作。这样的动作可以是忽略它、调用一个函数，或恢复默认的动作。在一些情形下，忽略SIGSEGV导致未定义行为。
一个应用程序可能处理SIGSEGV的例子是调试器，它可能检查信号栈并通知开发者目前所发生的，以及程序终止的位置。
SIGSEGV通常由操作系统生成，但是有适当权限的用户可以在需要时使用kill系统调用或kill命令（一个用户级程序，或者一个shell内建命令）来向一个进程发送信号。